# 23192 Кейсвестербі
23192 Кейсвестербі (23192 Caysvesterby) — астероїд головного поясу, відкритий 25 серпня 2000 року.
Тіссеранів параметр щодо Юпітера — 3,237.